# 那德米德·巴亚尔特赛汗
那德米德·巴亚尔特赛汗（羅馬化：Nadmidyn Bayartsaikhan，1962年1月27日—），蒙古族，蒙古乌兰巴托人，蒙古国政治人物、劳动经济学家、政治学家。

## 生平
巴亚尔特赛汗1962年1月27日生于乌兰巴托。1982年毕业于伊尔库茨克国民经济学院（Irkutsk Higher School of the National Economy）。随后从1982年至1989年他在蒙古人民革命党高级党校任教。从1989年至1992年，他在俄罗斯管理学院（Russian Academy of Management）学习经济学以获得更高学位。获得经济学博士学位。2001年、2005年和2009年至2010年在新西兰和美国进修金融、预算和管理专业。
1992年至1996年，作为蒙古人民革命党候选人在乌布苏省第15选区当选国家大呼拉尔委员，此外还在1993年11月至2001年3月当选蒙古人民革命党小呼拉尔委员、蒙古人民革命党领导委员会委员。1993年至1995年，任国家大呼拉尔食品农业常设委员会主席。1996年至2000年，作为蒙古人民革命党候选人在乌布苏省第40选区当选国家大呼拉尔委员。2000年连任。2002年至2004年，任预算委员会主席。在2004年国家大呼拉尔选举中，巴亚尔特赛汗作为蒙古人民革命党候选人在乌兰巴托第61（Khan-Uul）选区当选国家大呼拉尔委员。2006年1月，被任命为蒙古国财政部部长，任至2007年12月。2005年6月、2007年10月，均当选蒙古人民革命党小呼拉尔委员。在2008年国家大呼拉尔选举中，巴亚尔特赛汗作为蒙古人民革命党候选人在乌兰巴托第25（Bayangol）选区失利。
2002年至2014年，任蒙古国家农业合作社联盟主席。2004年后，担任蒙古国家农业合作社联盟监督委员会主席。2016年7月20日召开新一届国家大呼拉尔第一次会议，审议提名巴亚尔特赛汗出任蒙古银行行长。最终95.1%的议员支持他出任蒙古银行行长。